# Aphelandrinae
Aphelandrinae, podtribus primogovki, dio tribusa Acantheae, potporodica Acanthoideae. U njega je uključeno 9 rodova.

## Rodovi
1. Stenandriopsis S.Moore (20 spp.)
2. Stenandrium Nees (50 spp.)
3. Salpixantha Hook. (1 sp.)
4. Neriacanthus Benth. (1 sp.)
5. Aphanandrium Lindau (5 spp.)
6. Holographis Nees (18 spp.)
7. Aphelandra R.Br. (206 spp.)
8. Xantheranthemum Lindau (1 sp.)
9. Cyphacanthus Leonard (1 sp.)